# Politikåret 1852

## Händelser
- 27 januari - Christian Albrecht Bluhme efterträder Adam Wilhelm Moltke som Danmarks premiärminister.[1]
- 23 februari - Edward Geoffrey Stanley efterträder Henry John Temple som Storbritanniens premiärminister.[2]
- 19 december - George Hamilton Gordon efterträder Edward Geoffrey Stanley som Storbritanniens Storbritanniens premiärminister.[2]
- Okänt datum - Frankrike erkänner Liberia.[3]

### Fotnoter
1. ↑  ”Denmark” (på engelska). World Statesmen. http://www.worldstatesmen.org/Denmark.html. Läst 29 juli 2015.
2. 1 2  ”United Kingdom” (på engelska). World Statesmen. http://www.worldstatesmen.org/United_Kingdom.html. Läst 29 juli 2015.
3. ↑  ”Liberia” (på engelska). World Statesmen. http://www.worldstatesmen.org/Liberia.htm. Läst 30 juli 2015.